# Cartão Fidelidade
O Cartão Fidelidade, lançado em 2007 pela STM, é um sistema de bilhetagem eletrônica semelhante ao Bilhete Único, mas que pode ser usado apenas no Trem Metropolitano de São Paulo e no Metrô de São Paulo. Pode ser recarregado com 8, 20 ou 50 viagens a um valor por viagem menor do que a tarifa unitária vigente (veja tabela abaixo), em compensação, não oferece integração com a rede de ônibus da cidade de São Paulo ou qualquer outro tipo de integração (exceto entre as linhas do próprio sistema metroferroviário), tendo seu uso exclusivamente para acesso ao transporte sobre trilhos.
Assim como o Bilhete Único, o Cartão Fidelidade utiliza a tecnologia sem-contato NXP Mifare, sendo encostado no validador da catraca localizada na estação de trem ou metrô.
Cada cartão só pode ser utilizado novamente depois de 20 minutos após uma utilização em um validador da catraca, impossibilitando o uso de um mesmo cartão por várias pessoas.
O Cartão Fidelidade pode ser cadastrado no site do Metrô a fim de permitir a reposição de créditos existentes no mesmo, em caso de furto, roubo, extravio ou dano ocasionado por responsabilidade do usuário, neste caso, um novo cartão é emitido em substituição ao anterior, que é cancelado. É permitido o cadastro de um cartão por pessoa. A taxa para emissão de 2ª via é equivalente a 7 tarifas unitárias do sistema de ônibus municipal da cidade de São Paulo e o prazo para entrega é de 72 horas.

## Valores de recarga
Os valores da tabela abaixo estão em vigor desde o dia 1º de janeiro de 2020 e costumam ser reajustados sempre que o valor da tarifa unitária sofre reajuste.
| Viagens | Recarga   | Valor da carga | Custo da viagem |
| ------- | --------- | -------------- | --------------- |
| 8       | R$ 32,45  | R$ 35,20       | R$ 4,06         |
| 20      | R$ 78,65  | R$ 88,00       | R$ 3,93         |
| 50      | R$ 191,41 | R$ 220,00      | R$ 3,83         |

Quando utilizado, o débito que aparece no visor do validador é de tarifa integral (atualmente, R$ 4,40), uma vez que o valor salvo no cartão corresponde ao valor de viagens com o custo da tarifa integral, ainda que o valor efetivamente pago seja menor.
Ao adquirir o cartão com a primeira carga de créditos (carga mínima de 8 viagens), será cobrada a taxa única de R$ 2,00 referente ao custo do cartão. Nas recargas seguintes do mesmo cartão, a taxa não será cobrada.